# Partit Comunista de Kangleipak
El Partit Comunista de Kangleipak és una organització política i militar de Manipur, que fou fundada per Ibohanbi el 14 d'abril de 1980. El 1994 es va dividir en dues faccions, separant-se la d'Ibo Pishak que es va integrar a la Kanglei Yawol Kanna Lup, però la facció original continua la lluita armada.